# Spinosauridae
Die Spinosauridae („Stachelechsen“) sind eine Gruppe großer fleischfressender Dinosaurier.  Gefunden wurden die verschiedenen Arten in Australien, Europa, Nordafrika und Nordamerika. Die Typusart, der 1915 beschriebene Spinosaurus, zeichnet sich durch lange Stacheln auf dem Rücken aus, die Fortsätze der Wirbel sind und wahrscheinlich ein Rückensegel zu tragen hatten; diesem Merkmal verdankt die gesamte Familie ihren Namen. Heute werden verschiedene Fossilien aus Afrika, Asien, Europa und Südamerika den Spinosauridae zugeordnet.

## Merkmale
Ein besonderes Merkmal dieser Gruppe sind die stachelartigen Fortsätze der Rückenwirbel, die wahrscheinlich mit Haut umgeben waren, wie etwa bei Dimetrodon. Diese Hautsegel wurden bis zu 1,5 Meter hoch. Des Weiteren wiesen diese Dinosaurier einen krokodilähnlichen Kopf und einen länglichen Körperbau auf. Die Zähne waren schmal, spitz und wenig gezackt und die Schnauze lang und flach.

### Funktion der Fortsätze der Rückenwirbel
Bezüglich der Funktion der Rückenwirbelfortsätze gibt es verschiedene Meinungen. Häufig wird ein Zusammenhang mit der Wärmeregulation angenommen. Man geht davon aus, dass die Fortsätze von einem mit Blutgefäßen durchzogenen Hautsegel umgeben waren. Mit dessen Hilfe konnten die Spinosauridae möglicherweise ihre Körpertemperatur regulieren und wären damit Kaltblüter gewesen. Die Spinosauridae könnten jedoch auch zu den Warmblütern zählen; in diesem Falle hätte das Segel vor einer Überhitzung geschützt. Ähnlich wie Afrikanische Elefanten über ihre Ohren könnten die Spinosauridae über das Segel überschüssige Wärme abgegeben haben.
Als weitere mögliche Funktion des Segels hätten sie es vor Feinden, Nebenbuhlern oder potentiellen Sexualpartnern präsentieren können und somit eine abschreckende bzw. stimulierende Wirkung auf diese haben können.

### Anpassung an eine semiaquatische Lebensweise
Eine 2022 veröffentlichte Studie stützt die Vermutung, dass die Spinosauridae gut an eine semiaquatische Lebensweise angepasst waren. Eine Untersuchung der Knochendichte ergab, dass diese deutlich höher war als bei anderen Theropoden. Rezente Wirbeltiere mit aquatischer Ökologie weisen ebenfalls eine hohe Knochendichte auf, die für einen verringerten Auftrieb sorgt. Die Knochendichte einiger Spinosauridae wie Spinosaurus und Baryonix entspricht der heutiger Pinguine, was darauf hindeutet, dass sie gut tauchen und mit dem Kopf unter Wasser jagen konnten. Andere Gattungen wie Suchomimus hatten dagegen hohlere Knochen, was zeigt, dass sie vermutlich im seichteren Wasser jagten und die ökologische Vielfalt der Spinosauridae höher ist als bisher angenommen. Verschiedene anatomische Merkmale bei unterschiedlichen Gattungen wie die krokodilartige Kopfform, verlängerte Daumenkrallen bei Baryonix oder der paddelartige Schwanz bei Spinosaurus sowie fossile Mageninhalte von Fischen, beispielsweise bei Baryonix, deuten ebenfalls auf eine an Gewässer angepasste Lebensweise hin.

## Systematik
Sereno et al. stellten 1998 bei der Erstbeschreibung des Suchomimus tenerensis einen phylogenetischen Stammbaum der Spinosauridae vor, der diese in die zwei Unterfamilien Spinosaurinae und Baryonychinae aufteilte. Demnach stellen Irritator und Spinosaurus Schwestertaxa dar. Bestätigt wurde diese Darstellung von dal Sasso et al. 2006.
Demnach stellen Suchomimus und Baryonyx, dessen einziger Vertreter Baronyx walkeri 1986 in England beschrieben wurde, die Barynoychinae dar, während Irritator und Spinosaurus als Spinosaurinae diesen gegenübergestellt wurden. Sasso et al. fügen den Baryonychinae zudem den 1998 beschriebenen Cristatusaurus lapparenti hinzu, der in der ursprünglichen Darstellung von Sereno et al. noch nicht beschrieben war. Als Schwestergruppe der gesamten Spinosauridae werden die Torvosauridae mit den Gattungen Torvosaurus und Eustreptospondylus benannt, die jedoch heute den Megalosauridae zugerechnet werden.
|                                                                         | Spinosaurus                              |
|                                                                         |                                          |
|                                                                         | Irritator (synonym mit Angaturama limai) |
|                                                                         |                                          |
|                                                                         | Oxalaia                                  |
|                                                                         |                                          |
|                                                                         | Siamosaurus                              |
|                                                                         |                                          |
|                                                                         | Vallibonavenatrix                        |
| Vorlage:Klade/Wartung/3 Vorlage:Klade/Wartung/4 Vorlage:Klade/Wartung/5 |                                          |

|  | Ichthyovenator                                          |
|  |                                                         |
|  | \| \| Baryonyx \| \| \| \| \| \| Suchomimus \| \| \| \| |
|  |                                                         |
|  | Baryonyx                                                |
|  |                                                         |
|  | Suchomimus                                              |
|  |                                                         |

|  | Baryonyx   |
|  |            |
|  | Suchomimus |
|  |            |

|                                                                         | Spinosaurus                              |
|                                                                         |                                          |
|                                                                         | Irritator (synonym mit Angaturama limai) |
|                                                                         |                                          |
|                                                                         | Oxalaia                                  |
|                                                                         |                                          |
|                                                                         | Siamosaurus                              |
|                                                                         |                                          |
|                                                                         | Vallibonavenatrix                        |
| Vorlage:Klade/Wartung/3 Vorlage:Klade/Wartung/4 Vorlage:Klade/Wartung/5 |                                          |

|  | Ichthyovenator                                          |
|  |                                                         |
|  | \| \| Baryonyx \| \| \| \| \| \| Suchomimus \| \| \| \| |
|  |                                                         |
|  | Baryonyx                                                |
|  |                                                         |
|  | Suchomimus                                              |
|  |                                                         |

|  | Baryonyx   |
|  |            |
|  | Suchomimus |
|  |            |

|                                                                         | Spinosaurus                              |
|                                                                         |                                          |
|                                                                         | Irritator (synonym mit Angaturama limai) |
|                                                                         |                                          |
|                                                                         | Oxalaia                                  |
|                                                                         |                                          |
|                                                                         | Siamosaurus                              |
|                                                                         |                                          |
|                                                                         | Vallibonavenatrix                        |
| Vorlage:Klade/Wartung/3 Vorlage:Klade/Wartung/4 Vorlage:Klade/Wartung/5 |                                          |

|  | Ichthyovenator                                          |
|  |                                                         |
|  | \| \| Baryonyx \| \| \| \| \| \| Suchomimus \| \| \| \| |
|  |                                                         |
|  | Baryonyx                                                |
|  |                                                         |
|  | Suchomimus                                              |
|  |                                                         |

|  | Baryonyx   |
|  |            |
|  | Suchomimus |
|  |            |

|                                                                         | Spinosaurus                              |
|                                                                         |                                          |
|                                                                         | Irritator (synonym mit Angaturama limai) |
|                                                                         |                                          |
|                                                                         | Oxalaia                                  |
|                                                                         |                                          |
|                                                                         | Siamosaurus                              |
|                                                                         |                                          |
|                                                                         | Vallibonavenatrix                        |
| Vorlage:Klade/Wartung/3 Vorlage:Klade/Wartung/4 Vorlage:Klade/Wartung/5 |                                          |

|  | Ichthyovenator                                          |
|  |                                                         |
|  | \| \| Baryonyx \| \| \| \| \| \| Suchomimus \| \| \| \| |
|  |                                                         |
|  | Baryonyx                                                |
|  |                                                         |
|  | Suchomimus                                              |
|  |                                                         |

|  | Baryonyx   |
|  |            |
|  | Suchomimus |
|  |            |

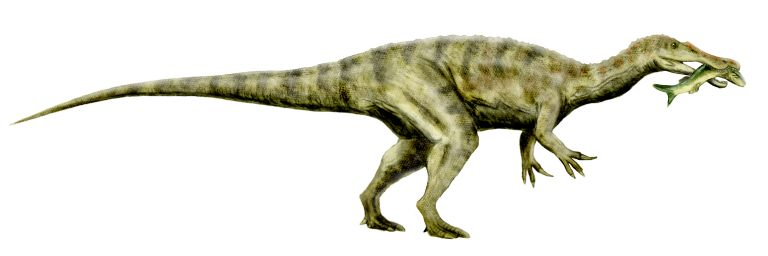
Lebendrekonstruktion von Baryonyx als Fischjäger

Begründet wird dieser Stammbaum vor allem durch Merkmale der Schädelmorphologie, da dieser Teil des Skeletts bei den meisten Arten zumindest teilweise vorhanden ist. Die Spinosauroidea werden primär durch die Ausbildung der kräftigen Vordergliedmaßen mit einer sichelartigen Daumenkralle begründet. Die zur Spezialisierung auf den Fischfang erfolgte Verlängerung der Schnauzenregion durch eine parallele Verlängerung sowohl des Maxillare wie auch des Prämaxillare, die spezifische Ausgestaltung der äußeren Nasenhöhle, sowie die Bildung eines sekundären Munddaches sind sehr gewichtige Apomorphien, die die Monophylie der Spinosauridae absichern. Bei den Spinosaurinae kam es zu einer Reduktion der Anzahl der Zähne auf Prämaxillaria und Maxillaria mit einer damit einhergehenden Vergrößerung der Zahnabstände sowie die fast gerade Ausrichtung der Zähne, die sowohl bei Irritator als auch bei Spinosaurus vorhanden waren. Spinosaurus wird gegenüber Irritator hauptsächlich über die starke Vergrößerung der Rückenfortsätze der Wirbelsäule und des dadurch gebildeten Rückensegels begründet – wie diese beim Irritator ausgesehen hat, ist allerdings nicht bekannt.
Der nur auf der Basis eines Zahnes beschriebene Altispinax wird heute als Nomen dubium angesehen, zum  Siamosaurus liegen keine detaillierteren systematischen Daten vor. Ebenso angezweifelt wird die Gültigkeit von Cristatusaurus.
Die Gattung Iberospinus ist vermutlich ein Schwestertaxon der Baryonychinae.

## Belege
1. ↑  Gregory S. Paul: The Princeton Field Guide To Dinosaurs. Princeton University Press, Princeton NJ 2010, ISBN 978-0-691-13720-9, S. 87–88, Online.
2. ↑  Fossilien in Australien – Spinosaurier-Knochen lassen Theorien wackeln. Spiegel online.
3. 1 2  Stefano Maugeri, Silvio Bruno, Maria Luisa Bozzi: Dinosaurier: Tatsachen, wissenschaftliche Erkenntnisse und neue ungelöste Rätsel ; Nauauflage: 2001, Neuer Kaiser Verlag; S. 179–182
4. ↑  Steven Parker: Dinosaurier ; 2004, Verlagsgruppe Weltbild; ISBN 3-8289-6031-6, S. 199
5. ↑  Matteo Fabbri, Guillermo Navalón, Roger B. J. Benson, Diego Pol, Jingmai O’Connor: Subaqueous foraging among carnivorous dinosaurs. In: Nature. 23. März 2022, ISSN 1476-4687, S. 1–6, doi:10.1038/s41586-022-04528-0 (nature.com [abgerufen am 25. März 2022]).
6. 1 2 3  Paul C. Sereno, Allison L. Beck, Didier B. Dutheil, Boubacar Gado, Hans C. E. Larsson, Gabrielle H. Lyon, Jonathan D. Marcot, Oliver W. M. Rauhut, Rudyard W. Sadleir, Christian A. Sidor, David D. Varricchio, Gregory P. Wilson, Jeffrey A. Wilson: A Long-Snouted Predatory Dinosaur from Africa and the Evolution of Spinosaurids. In: Science. Bd. 282, Nr. 5392, 1998, S. 1298–1302, doi:10.1126/science.282.5392.1298, Digitalisat (PDF; 475 kB).
7. ↑  Cristiano Dal Sasso, Simone Maganuco, Eric Buffetaut, Marco A. Mendez: New information on the skull of the enigmatic theropod Spinosaurus, with remarks on its sizes and affinities. In: Journal of Vertebrate Paleontology. Bd. 25, Nr. 4, 2005, ISSN 0272-4634, S. 888–896, doi:10.1671/0272-4634(2005)025[0888:NIOTSO]2.0.CO;2.
8. ↑  Alan J. Charig, Angela C. Milner: Baryonyx, a remarkable new theropod dinosaur. In: Nature. Bd. 324, Nr. 6095, 1986, S. 359–361, doi:10.1038/324359a0.
9. ↑  Philippe Taquet, Dale A. Russell: New data on spinosaurid dinosaurs from the Early Cretaceous of the Sahara. In: Comptes Rendus de l'Académie des Sciences. Series IIA: Earth and Planetary Science. Bd. 327, Nr. 5, 1998, S. 347–353, doi:10.1016/S1251-8050(98)80054-2.
10. ↑  David B. Weishampel, Peter Dodson, Halszka Osmólska (Hrsg.): The Dinosauria. 2nd edition. University of California Press, Berkeley CA u. a. 2004, ISBN 0-520-24209-2.
11. ↑  Elisabete Malafaia, José Miguel Gasulla, Fernando Escaso, Iván Narváez, José Luis Sanz and Francisco Ortega. 2019. A New Spinosaurid Theropod (Dinosauria: Megalosauroidea) from the late Barremian of Vallibona, Spain: Implications for Spinosaurid Diversity in the Early Cretaceous of the Iberian Peninsula. Cretaceous Research. DOI: 10.1016/j.cretres.2019.104221
12. ↑  Ronan Allain, Tiengkham Xaisanavong, Philippe Richir, Bounsou Khentavong: The first definitive Asian spinosaurid (Dinosauria: Theropoda) from the early cretaceous of Laos. In: Naturwissenschaften. Bd. 99, Nr. 5, 2012, S. 369–377, doi:10.1007/s00114-012-0911-7.
13. ↑  Octávio Mateus, Darío Estraviz-López: A new theropod dinosaur from the early cretaceous (Barremian) of Cabo Espichel, Portugal: Implications for spinosaurid evolution. In: PLOS ONE. Band 17, Nr. 2, 16. Februar 2022, ISSN 1932-6203, S. e0262614, doi:10.1371/journal.pone.0262614, PMID 35171930, PMC 8849621 (freier Volltext) – (plos.org [abgerufen am 24. Februar 2022]).